# Мовчаны
Мовчан (пол. Mowczan) — дворянский род.
Потомство Василия Михайловича Мовчан, войскового товарища (1738).

## Описание герба
В белом поле стрела и меч, опрокинутые в андреевский крест и сопровождаемые сверху и с боков тремя золотыми звездами и снизу серебряной опрокинутой подковой.
Щит увенчан дворянскими шлемом и короной. Нашлемник: три страусовых пера. Намёт на щите серебряный.